# Robert Newbery
Pour les articles homonymes, voir Newbery.
Robert Newbery, né le 2 janvier 1979 à Adélaïde (Australie), est un plongeur australien.

## Palmarès

### Jeux olympiques
- Sydney 2000
  -  Médaille de bronze en tremplin 3 mètres synchronisé
- Athènes 2004
  -  Médaille de bronze en tremplin 3 mètres synchronisé
- Athènes 2004
  -  Médaille de bronze en plateforme 10 mètres synchronisé[1].

### Championnats du monde
- Championnats du monde de natation 2003
  -  Médaille d'or en plateforme 10 mètres synchronisé.

## Vie privée
Il est l'époux de la plongeuse Chantelle Newbery.